# Karl Konstantin von Hessen-Rheinfels-Rotenburg
Prinz Karl Konstantin von Hessen-Rotenburg (* 10. Januar 1752 in Frankfurt am Main; † 19. Mai 1821 ebenda), auch bekannt unter den Namen Carl von Hessen-Rotenburg oder „Citoyen Hesse“, war ein Prinz aus einer Nebenlinie des Hauses Hessen-Kassel und ein General der französischen Armee.

## Leben und Wirken
Sechster Spross einer Familie mit elf Kindern und vierter Sohn des Landgrafen Konstantin von Hessen-Rheinfels-Rotenburg (* 1716; † 1778) und der Gräfin Maria Sophia von Starhemberg (1722–1773), Bruder von Karl Emmanuel von Hessen-Rheinfels-Rotenburg, trat er gegen 1765 in die militärischen Dienste Frankreichs. In seiner militärischen Karriere wurden ihm nacheinander verschiedene Rangpositionen übertragen: Befehlshabender Rittmeister im Königlich-Deutschen Kavallerieregiment (28. April 1765 – capitaine commandant), Kommandant des Königlich-Deutschen Kavallerieregimentes – „Régiment Royal-Allemand cavalerie “ (5. Mai 1772 – capitaine du régiment), Lieutenant-Colonel (18. April 1776), zweiter Mestre de camp (7. Mai 1776), befehlshabender Mestre de camp (8. April 1779), befehlshabender Mestre de camp im 3e régiment de hussards Esterhazy (26. Februar 1783), Brigadier des armées du roi in der Kavallerie (1. Januar 1784) und Maréchal de camp am 9. März 1788. Zu dieser Zeit war Carl Constantin in Marseille und suchte den Abbé Raynal auf, der nach Darlegung von Karls Prinzipien ausgerufen hätte: „Schau an, ein Mensch und nicht Prinz!“ Am 9. November 1785 wurde Carl Constantin mit dem militärischen Ritterorden ausgezeichnet. Mit seinen Bezügen und den Pensionszahlungen aus der Kasse des Königs verfügte er über ein Einkommen von 16.000 Francs.
Als Anhänger der Französischen Revolution schloss er sich dem Klub der Jakobiner an. Er wurde vom 30. Juni 1791 bis zum Januar 1792 der 4. Division zugeteilt, dann der 10. Division bis zum 25. Februar 1792, bevor er deren Befehlshaber wurde. Als Kommandant der Festung Perpignan klagte er zusammen mit der Stadtverwaltung den Kriegsminister Narbonne an, die Grenze zu Spanien ohne Verteidigung offen gelassen zu haben. Am 22. April 1792 verlor er sein Kommando und wurde der Rhein-Armee zugeteilt.
Am 22. Mai 1792 zum Lieutenant-général ernannt, verließ er die Rhein-Armee im August und übernahm das Kommando über die Festung Lyon. Nach dem 10. August wurden einige Offiziere des Régiment de cavalerie de Royal-Pologne unter Carl Constantin Kommandos in der Burg Pierre Scize inhaftiert und am 9. September massakriert, da sie als Anhänger des alten Regimes versucht hatten, ihre Soldaten aufzuwiegeln. Am 12. September ersetzte er die Befehlsgewalt des Grafen Felix von Wimpffen über die 6. Division in Besançon, wo er die Verteidigungsstellungen der Festungen in den Départements Doubs und Jura ausbaute. Da sie befürchteten, den tüchtigen Kommandanten zu verlieren, präsentierten am 23. Dezember die Kommissare der acht Verwaltungsabschnitte in Besançon vor dem Nationalkonvent die Dienste von Carl Constantin, die er der Stadt erwiesen hatte. Am 8. März 1793 wurde er von General Sparre abgelöst und schloss sich daraufhin der für einige Monate bestehenden Revolutionsarmee Des côtes de La Rochelle an. Am 11. Juni übernahm er das Kommando über das Département Loiret und sodann am 25. Juli den Befehl über die Festung Orléans. Dort übernahm er die Organisation von 20 Bataillonen zu je neun Kompanien, die sich aus ursprünglichen Einheiten von Freiwilligenbataillonen der republikanischen Revolutionstruppen Armée du Nord zusammensetzten, die für die Niederschlagung des Aufstandes der Vendée vorgesehen waren. Am 8. August schrieb General Rossignol einen Beschwerdebrief über das Wirken und die Person von Carl Constantin an den Kriegsminister Bouchotte: „Ich bin erstaunt, dass ein ausländischer Prinz (Charles de Hesse) damit beauftragt ist, in Orléans die Armee zu organisieren, die unter dem Befehl eines Sansculottes steht. Alle Republikaner denken wie ich und beschwören Sie, jemanden zu entsenden, der von Geburt aus und seinen Prinzipien nach passender ist.“ Der Minister antwortete darauf wie folgt: „Es ist ein Ausländer, der der Revolution gut gedient hat. Es bleibt abzuwarten, bis eine  allgemeine Maßnahme getroffen wird.“
Betroffen von dem Dekret, das den Aristokraten den Militärdienst verbot, wurde er am 17. Dezember 1793 seiner Ämter enthoben. Er wandte sich an die Jakobiner, um Lohn und Brot einzufordern, musste aber miterleben, wie ihm der Zutritt wegen seines Prinzentitels verweigert wurde. Etwas später wurde Carl Constantin im Palais du Luxembourg als Sicherheitsmaßnahme inhaftiert und dann am 15. Mai 1794 in das Gefängnis Saint-Lazare überwiesen. Am 11. Januar 1795 entlassen, wurde ihm danach die Kontrolle des Kavallerielagers der 17. Division übertragen.
Die Gefangennahme des Marschalls Luckner, seine Verurteilung durch das Tribunal unter Fouquier-Tinville und die folgende Guillotinierung am 4. Januar 1794 sollen auf eine Denunziation Luckners seitens des „Citoyen Hesse“ zurückzuführen sein.
Carl Constantin wurde am 5. Januar 1796 in den Ruhestand versetzt. Er widmete sich dem Journalismus in der demokratischen Presse, wobei er insbesondere Beiträge für L’Ami des lois von François-Martin Poultier und Sibuet in 1795, dann für das Journal des Hommes libres von Pierre-Antoine Antonelle schrieb. Zunächst war er wie Antonelle beteiligt an der Verschwörung Conspiration des Égaux und wurde dann in 1799 Mitglied im neo-jakobinischen Club du Manège gegen Ende der französischen Revolution.
Da er dem Staatsstreich des 18. Brumaire VIII im November 1799 sehr kritisch gegenüberstand, wurde Carl Constantin in der Conciergerie inhaftiert, die er als Letzter verließ, um danach in Saint-Denis unter Bewachung gestellt zu werden. Nach dem Attentat mit der sogenannten Höllenmaschine als Bombenanschlag mit Zeitzündung auf Napoléon Bonaparte am 24. Dezember 1800 wurde Carl Constantin als Charles de Hesse in der Liste der 130 geächteten Jakobiner geführt und auf die Île d’Oléron verbannt. Nach seiner Befreiung 1803 wurde er aus Frankreich ausgewiesen.
Im Altersruhestand in der Schweiz lebte er von einer Pension, die ihm sein Verwandter Wilhelm I. von Hessen-Kassel auszahlte. Dort widmete er sich der Naturgeschichte. Wohnhaft 1811 in Basel, sagte er den Sturz von Napoléon durch die Bourbonen vorher, 1814 dann dessen Rückkehr von der Insel Elba und seine kurze Herrschaft der Hundert Tage und gegen 1815 zu Beginn der Seconde Restauration, dass die Bourbonen ein drittes Mal vom Thron gejagt werden würden, wenn die Regierung keine andere Marschrichtung einschlagen würde. Zu diesem Zeitraum erwirkte die französische Regierung seine Ausweisung. Er zog sich nach Frankfurt am Main zurück und beantragte von dort erfolglos sowohl die Erlaubnis zur Wiedereinreise nach Frankreich als auch die Auszahlung seiner Pension. Er verstarb im Mai 1821 im Alter von 69 Jahren.